# Piotr Litwa
Piotr Leopold Litwa (ur. 29 marca 1964 w Katowicach) – polski ekspert z zakresu górnictwa i geologii, doktor nauk technicznych, w latach 2008–2014 i od 2024 prezes Wyższego Urzędu Górniczego, w latach 2014–2015 wojewoda śląski, prorektor, a w 2019 rektor Wyższej Szkoły Technicznej w Katowicach. Posiada stopień generalnego dyrektora górnictwa.

## Życiorys
W 1988 ukończył studia na Wydziale Górniczym Politechniki Śląskiej w Gliwicach w zakresie górnictwa i geologii w specjalności technika eksploatacji złóż. W 1997 ukończył dwuletnie studia podyplomowe z zakresu problemów prawnych górnictwa na Uniwersytecie Śląskim, a w 2000 studia doktoranckie na Wydziale Górniczym Akademii Górniczo-Hutniczej w Krakowie. Doktoryzował się na podstawie pracy pt. Wpływ czynników geotechnicznych na kształtowanie się zagrożeń tąpaniami w wyrobiskach chodnikowych, specjalizując się w zakresie geomechaniki górniczej.
Od 1988 pracował w Przedsiębiorstwie Robót Górniczych w Katowicach jako osoba dozoru ruchu. W 1992 został zatrudniony w Okręgowym Urzędzie Górniczym w Katowicach na stanowisku starszego inspektora i następnie nadinspektora. W 1995 przeszedł do Wyższego Urzędu Górniczego. W 2000 został dyrektorem Okręgowego Urzędu Górniczego w Bytomiu, a następnie w Gliwicach. Od stycznia 2005 był wiceprezesem Wyższego Urzędu Górniczego, a w listopadzie 2008 został prezesem tego urzędu.
Zaangażowany również w działalność naukową i dydaktyczną. W latach 2005–2009 był prezesem Koła Wydziałowego Stowarzyszenia Wychowanków Politechniki Śląskiej. Od 2010 do 2013 był przewodniczącym komitetu sterującego strategicznego projektu badawczego pt. Poprawa bezpieczeństwa pracy w kopalniach przy Narodowym Centrum  Badań i Rozwoju. Prowadził zajęcia ze studentami szkół wyższych oraz uczestnikami studiów podyplomowych na Politechnice Śląskiej w Gliwicach oraz Akademii Górniczo-Hutniczej. Autor publikacji naukowych z zakresu tematyki bezpieczeństwa w górnictwie. Powoływany w skład różnych komisji branżowych, w tym Komisji do spraw Zagrożeń w Zakładach Górniczych. Zasiadał w Komitecie Górnictwa Polskiej Akademii Nauk oraz w kolegium redakcyjnym miesięcznika Wyższego Urzędu Górniczego „Bezpieczeństwo Pracy i Ochrona Środowiska w Górnictwie”.
12 marca 2014 objął urząd wojewody śląskiego, zastępując Zygmunta Łukaszczyka. Funkcję tę pełnił do 8 grudnia 2015. W 2018 otwierał okręgową listę Wolnych i Solidarnych do sejmiku śląskiego. W 2018 został prorektorem Wyższej Szkoły Technicznej w Katowicach do spraw szkoleniowych. W 2019 pełnił funkcję rektora tej uczelni. W czerwcu 2024 został ponownie powołany na stanowisko prezesa Wyższego Urzędu Górniczego.

## Odznaczenia i wyróżnienia
- Srebrny Krzyż Zasługi (2003)[14]
- Brązowy Krzyż Zasługi (1999)[15]
- Platynowy Laur Umiejętności i Kompetencji przyznany przez Regionalną Izbę Gospodarczą w Katowicach (dwukrotnie: 2012 i 2015)[16][17]
- Nagroda specjalna „Czarny Diament” przyznana przez Izbę Przemysłowo-Handlową Rybnickiego Okręgu Przemysłowego (2012)[18]
- Nagroda Głównego Inspektora Pracy im. Haliny Krahelskiej (2010)[19]
- Odznaka Honorowa Zasłużonego dla Bezpieczeństwa w Górnictwie (2017)[20]